# Kim Hunter
Kim Hunter (Detroit, Míchigan, 12 de noviembre de 1922-Nueva York, 11 de septiembre de 2002) fue una actriz estadounidense ganadora de un premio Óscar a la mejor actriz de reparto, y un premio Globo de Oro en la misma categoría, por su trabajo en el filme Un tranvía llamado deseo de Elia Kazan. Recordada también por su papel como la chimpancé Zira, en la serie El planeta de los simios.

## Biografía
Su nombre de nacimiento fue Janet Cole. Después de graduarse en el Miami High School consiguió una plaza en el Actor's Studio, donde tuvo como maestros a Lee Strasberg y Stella Adler. Debutó en Broadway en 1939 con la obra Penny Wise, y ocho años más tarde obtuvo un gran éxito interpretando el papel de Stella Kowalski en la obra Un tranvía llamado deseo. 
Durante la década de 1940 llegó a realizar hasta una docena de pequeños papeles en el cine, en el cual había debutado con la película La séptima víctima (1943), de Mark Robson. En 1951 realizó la que sería la más importante interpretación de su carrera, la versión cinematográfica de Un tranvía llamado deseo (1951) de Elia Kazan, dirigida por el mismo Elia Kazan, el mismo con el que ya había trabajado en la versión teatral. Este papel le valió un premio Óscar a la mejor actriz de reparto, y un premio Globo de Oro en la misma categoría.
En la década de 1950 fue puesta en la lista negra de Hollywood, durante la época del Macarthismo por sospechas de simpatías con el comunismo.
Otros papeles importantes de su filmografía fueron: Deadline - U.S.A. (1952) de Richard Brooks, The young stranger (1957) de John Frankenheimer, El planeta de los simios (1968) de Franklin J. Schaffner, en el rol de la científica chimpancé Zira, papel que repetiría en dos secuelas, y El nadador (1968), de Frank Perry. 
También participó en televisión, en series como Colombo, Bonanza, Ironside, Cannon y Misión: Imposible, que la llevaron a ser uno de los rostros más populares de la pequeña pantalla. Durante esta época consiguió una nominación a los premios Emmy en 1980 por su papel de Nola Madison en The Edge of Night (1956-1984).
Ya en la década de 1990, sólo participó en unas pocas películas, donde realizó breves apariciones, como en Medianoche en el jardín del bien y del mal (1997) de Clint Eastwood, junto a Kevin Spacey, John Cusack y Jude Law, y en series menores, como en Abilene (1999) de Joe Camp III.

## Vida personal
Se casó en dos ocasiones. La primera en 1944 con el marine William Baldwin. La pareja tuvo una hija, Kathryn Deirdre, antes de divorciarse dos años después. Se volvió a casar en 1951 con Robert Emmett, y tuvieron un hijo en 1954, Sean Robert. Hunter y Emmett actuaban juntos ocasionalmente en obras de teatro; su esposo falleció en 2000.
La actriz cuenta con dos estrellas en el Paseo de la fama de Hollywood; la primera en el 1617 de Vine Street y la segunda en el 1715 de la misma calle.
Falleció en Nueva York, el 11 de septiembre de 2002 a causa de un fallo cardíaco.

## Premios y distinciones
Premios Óscar
| Año  | Categoría               | Película                 | Resultado |
| ---- | ----------------------- | ------------------------ | --------- |
| 1952 | Mejor Actriz de Reparto | Un tranvía llamado Deseo | Ganadora  |